# Яхья аль-Кадир
Яхья ибн Исмаил ибн Яхья (араб. يحيى بن إسماعيل بن يحيى‎; ум. 28 октября 1092, Валенсия) — правитель тайфы Толедо (1075—1085) и Валенсии (с 1086).

## Биография
Был внуком Яхьи аль-Мамуна, который умер после отравления в 1074 году. После смерти деда стал правителем тайфы Толедо, но проявил себя как слабый правитель. Он был изгнан восставшими жителями в 1080 году, которые присягнули правителю Бадахоса аль-Мутаваккилю, который вскоре въехал в город.
Яхья бежал в Кастилию, где был принят королём Альфонсо VI, который помог ему восстановиться в качестве правителя Толедо в обмен на деньги и территориальные уступки. Весной 1085 года войско Альфонсо VI осадило город, который вскоре Яхья сдал кастильцам в обмен на то, чтобы править Валенсией, в которой шла борьба за власть между двумя правителями.
В феврале 1086 года при поддержке королевского войска под командованием Альвара Фаньеса он стал правителем Валенсии, которым оставался в течение шести лет, пока 28 октября 1092 года не был арестован в результате мятежа жителей и казнён по приказу кади Ибн Джахафа, который присягнул на верность Альморавидам.